# A-4050
A estrada autónoma A-4050, conhecida popularmente como "Estrada da Cabra" (em espanhol: Carretera de la Cabra), liga Almuñécar à rodovia A-44 ou de Sierra Nevada, passando por Jete, Otívar, Lentegí, o Parque Natural das Serras de Tejeda, Almijara e Alhama e Venta del Fraile.